# ناعمة الذيل
نَاعِمَةُ الذَّيْلِ (الاسم العلمي: Terenura) هو جنس من الطيور الجوازية آكلة الحشرات في عائلة طائر النمل. صنف الجنس عالما الطيور الألمان جان كابانيس وفرديناند هاين في عام 1860 مع وجود نوع antwren المغطى بالخطوط كنوع نمطي. أصل اسم الجنس من الكلمات الإغريقية القديمة terēn oura.

## أنواع
يحوي الجنس على نوعين:
- Antwren ذو خط متوج (الاسم العلمي: Terenura maculata)
- Antwren البرتقالية البطن (الاسم العلمي: Terenura sicki)

اشتمل الجنس سابقًا على أربعة أنواع إضافية ولكن نقلت إلى جنس Euchrepomis الذي صنف حديثًا بناءً على نتائج دراسة وراثية نُشرت في عام 2012.